# Новоданилівка (Вільнозапорізька сільська громада)
Новодани́лівка — село в Україні, у Вільнозапорізькій сільській громаді Баштанського району Миколаївської області. Населення становить 5 осіб.

## Історія
15 травня 2018 року, в ході децентралізації, Вільнозапорізька сільська рада об'єднана з Вільнозапорізькою сільською громадою.
17 липня 2020 року, в результаті адміністративно-територіальної реформи та ліквідації Новобузького району, село увійшло до складу Баштанського району.